# Chanterelle
 Chanterelle  es una población y comuna francesa, situada en la región de Auvernia, departamento de Cantal, en el distrito de Saint-Flour y cantón de Condat.

## Demografía
| 343 | 307 | 227 | 161 | 165 | 150 |
| Para los censos de 1962 a 1999 la población legal corresponde a la población sin duplicidades (Fuente: INSEE [Consultar]) |     |     |     |     |     |

en un tipo de hongo del reino fungi es comestible